# Josip Lang
Josip Lang, auch Giuseppe Lang, (* 25. Januar 1857 in Bregi oder Lepšić, Ivanić-Grad, Kaisertum Österreich, heute Kroatien; † 1. November 1924) war ein kroatischer römisch-katholischer Geistlicher und Weihbischof in Zagreb.

## Leben
Lang absolvierte das Gymnasium in Zagreb und studierte in Rom Theologie. An der Päpstlichen Universität Gregoriana promovierte er.
Lang empfing am 16. September 1883 die Priesterweihe für das Erzbistum Zagreb. Er war Seelsorger im Krankenhaus der Barmherzigen Schwestern in Zagreb, im Haus der Schwestern in der Frankopanska-Straße, Pädagoge und Rektor des Theologischen Seminars und Pfarrer der Pfarrei von St. Marije na Dolac sowie Kanoniker.
Papst Benedikt XV. ernannte ihn am 26. Februar 1915 zum Titularbischof von Alabanda und Weihbischof in Zagreb. Anton Bauer, Erzbischof von Zagreb, spendete ihn und Dominik Premus am 18. April 1915 die Bischofsweihe. Mitkonsekratoren waren Ivan Baptista Krapàc, Bischof von Bosna et Srijem und zuvor Weihbischof in Zagreb, und Anđelko Voršak, Weihbischof in Bosna et Srijem.
Er besuchte oft Kranke und leistete geistige und materielle Hilfe. Er verteilte sein monatliches Gehalt an die Armen und musste sich oft verschulden. Er starb am 1. November 1924 im Ruf der Heiligkeit und wurde in der Kirche St. Marije na Dolac bestattet.

## Verehrung
Im Jahr 2002 wurde die Stiftung „Bischof Josip Lang“ von dem kroatischen Jesuiten Antun Cvek gegründet, um armen älteren Menschen zu helfen. Ein Platz im Zentrum von Zagreb ist nach ihm benannt.
Im Verfahren zu seiner Seligsprechung erkannte ihm Papst Franziskus am 25. November 2024 den heroischen Tugendgrad zu.